# Sírios
Os sírios são um povo semita do Mediterrâneo Oriental nativo do Levante, mais especificamente da Síria.

## Origem
Em torno de 90% da ancestralidade dos sírios é oriunda dos povos semitas que habitam a Síria desde tempos imemoriais, como os arameus, assírios e canaanitas. O restante provém das seguintes populações: povos da Anatólia e do sul da Europa (c. 1.000 a.C.), gregos (século IV a.C.) e povos do Cáucaso (domínio otomano).
A influência dos gregos e romanos no povo sírio foi pouca em comparação com as populações que já habitavam o território.
No século VII, o Califado Ortodoxo conquistou a Síria e, com isso, grande parte de sua população foi arabizada e se converteu ao Islã.
O domínio Império Otomano sobre a Síria por quatro séculos não alterou o caráter árabe dominante da população.

## Diáspora
Antes da Guerra Civil Síria, já existia uma grande diáspora síria ao redor do mundo, estimada, em 2008, em 15 milhões de pessoas. No Brasil, vivem quatro milhões de descendentes de sírios que se fixaram no país sul-americano nos séculos XIX e XX, segundo estimativas do Ministério das Relações Exteriores. Na Argentina, também há uma comunidade descendente de sírios grande: estima-se que pouco mais de 3,5 milhões de argentinos possuam alguma ancestralidade sírio-libanesa.
Com a guerra civil no país árabe, iniciada em 2011, estima-se que 6,6 milhões de sírios deixaram o país como refugiados, dos quais mais da metade foram para a Turquia. Muitos também se refugiaram em outros países vizinhos, como o Líbano e a Jordânia. Milhares também tentaram emigraram para a Europa, causando uma crise migratória entre 2014 e 2015.

## Idioma
O árabe sírio, a língua oficial da Síria, possui uma base no árabe clássico, mas recebe bastante influência e vocabulário das línguas semitas que eram faladas nessa parte do Levante antes da conquista árabe, sendo a principal delas o aramaico.